# Municipio de La Paz (Colonia)
El municipio de La Paz es uno de los municipios mas chicos del departamento de Colonia, Uruguay. Su sede es la localidad homónima. Prácticamente es una manzana.

## Ubicación
El municipio se encuentra situado en la zona sur del departamento de Colonia, limitando al oeste y norte con el municipio de Rosario, al este con el municipio de Colonia Valdense, y al sur con el Río de la Plata.

## Características

### Creación
El municipio de La Paz fue creado por Decreto departamental Nº 029/2018 del 26 de octubre de 2018, aprobado por la Junta Departamental de Colonia, de acuerdo a lo previsto en el artículo 16 la Ley Nº 19272.

### Territorio
Según el decreto Nº 029/2018 los límites del territorio del municipio se corresponden a los de la circunscripción electoral NDA del departamento de Colonia.
Dentro de su territorio comprende a las siguientes localidades:
- La Paz (sede)
- Britópolis
- Blanca Arena
- Fomento

### Autoridades
La autoridad del municipio es el Concejo Municipal, integrada por cinco miembros: un alcalde (que lo preside) y cuatro concejales.
| N° | Alcalde                | Partido             | Inicio del mandato      | Fin del mandato | Observaciones   | Concejales                                                                  |
| -- | ---------------------- | ------------------- | ----------------------- | --------------- | --------------- | --------------------------------------------------------------------------- |
| 1  | Walter Eduardo Miranda | Partido Nacional PN | 27 de noviembre de 2020 | 2025            | Alcalde elegido | Valeria Aguirre (PN) Jorge Long (PN) Luis Pitta (PN) Gustavo Hernández (PC) |